# 1780
1780 (MDCCLXXX) là một năm nhuận bắt đầu vào thứ Bảy của lịch Gregory (hay một năm nhuận bắt đầu vào thứ Tư, chậm hơn 11 ngày, theo lịch Julius).

## Sự kiện

### Tháng 1
- 16 tháng 1 - Chiến tranh cách mạng Mỹ: trận Cape St. Vincent.
- Nguyễn Ánh xưng vương nối nghiệp chúa Nguyễn.

### Tháng 2
- Tháng 2 - Liên minh Trung lập vũ trang được thành lập giữa Đan Mạch, Thụy Điển và Nga.
- 29 tháng 2 - Hội sinh viên nam nữ học chung Omicron Delta Omega đã được Benjamin Franklin thành lập.

### Tháng 3
- 26 tháng 3 - British Gazette and Sunday Monitor, tờ báo Chủ Nhật đầu tiên ở Anh.
- Nguyễn Ánh mưu cùng Tống Phúc Thiêm giết Đỗ Thành Nhơn.

### Tháng 4
- 16 tháng 4 - Đại học Münster ở Münster, Bắc Rhine-Westphalia, Đức được thành lập.

### Tháng 5
- 12 tháng 5 - Chiến tranh cách mạng Mỹ: Charleston, Nam Carolina bị các lực lượng Anh chiếm đóng.

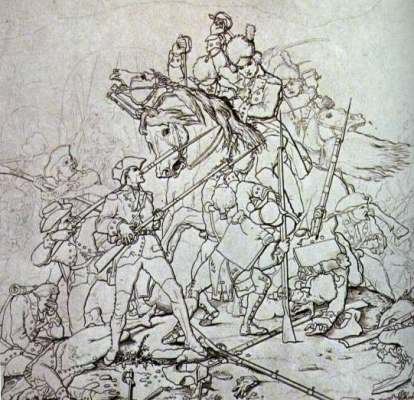
29 tháng 5: Thảm sát Waxhaw ở Mỹ

- 19 tháng 5 - Ngày đen tối của New England

## Mất
- Ngô Thì Sĩ